# Sainte-Marie-la-Blanche
Sainte-Marie-la-Blanche är en kommun i departementet Côte-d'Or i regionen Bourgogne-Franche-Comté i östra Frankrike. Kommunen ligger i kantonen Beaune-Sud som tillhör arrondissementet Beaune. År 2022 hade Sainte-Marie-la-Blanche 917 invånare.

## Befolkningsutveckling
Antalet invånare i kommunen Sainte-Marie-la-Blanche
Referens:INSEE